# Srinagar (Jammu en Kasjmir)
Srinagar (Kasjmiri: سِرېنَگَر / सिरीनगर; Hindi: श्रीनगर; Urdu: سرینگر), is de zomerhoofdstad van het Indiase unieterritorium Jammu en Kasjmir. Het is tevens de hoofdplaats van het gelijknamige district Srinagar. De stad ligt in de Kasjmirvallei, aan de oevers van het Dalmeer en beide oevers van de rivier de Jhelum, een zijrivier van de Indus.
Srinagar, dat in 2001 894.940 inwoners telde (bijna allen moslims), is beroemd om het Dalmeer, waarop zich veel woonboten bevinden. De stad is gelegen op een hoogte van 1.730 meter en biedt zo een goede gelegenheid om aan de zomerhitte van de Gangesvlakte te ontsnappen. De Mogolkeizers waardeerden de stad hierom zeer.
Srinagar bevindt zich 876 km ten noorden van Delhi.

## Geschiedenis
De stad werd in de 3e eeuw vóór Christus gesticht door koning Pravasena II. De vallei van Kasjmir maakte toen deel uit van het Mauryarijk, een van de grootste rijken uit de geschiedenis van het Indisch subcontinent. Ashoka voerde het Boeddhisme in in de vallei van Kasjmir, die een centrum van boeddhistische cultuur werd.
Onder de heerschappij van koning Laladitya (695-732) was Kasjmir voor korte tijd het centrum van een groot rijk in het noordwesten van het Indische subcontinent.

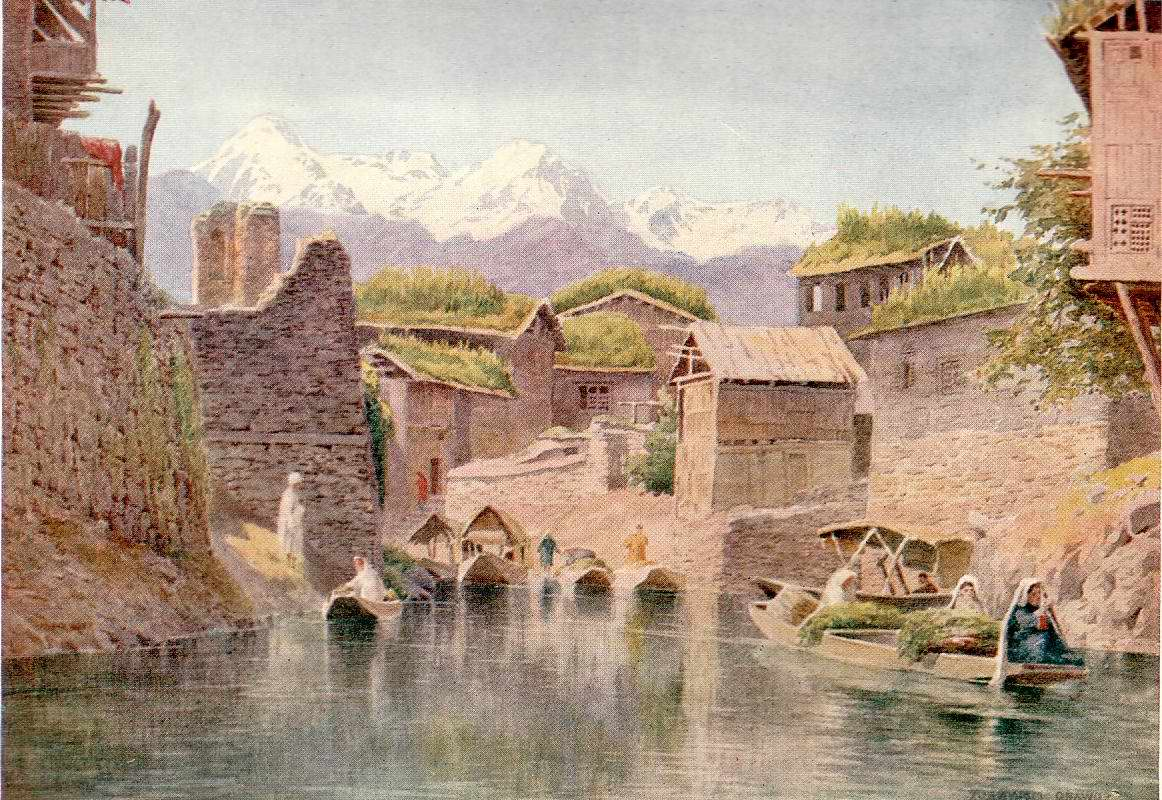
Boten van handelaren op een kanaal in Srinagar (1917)

Hindoeïsme en boeddhisme bleven dominant in Srinagar tot de 14e eeuw, toen de vallei van Kasjmir onder de controle van moslim heersers kwam. In de daarop volgende tijd ging de meerderheid van de bevolking over tot de islam. Diverse moslimdynastieën volgden elkaar op, waaronder het Mogolrijk. Het was Akbar de Grote die de heerschappij der Mogols vestigde over Srinagar en de vallei van Kasjmir.
Toen het Mogolrijk na de dood van Aurangzeb in 1707 begon uiteen te vallen, kreeg de vallei van Kasjmir steeds meer te lijden onder invallen van Pathaanse stammen uit Afghanistan, die de stad ook enkele decennia lang zouden regeren. In 1814 veroverde Raja Ranjit Singh het grootste deel van de vallei van Kasjmir, met inbegrip van Srinagar, en kwam de stad onder de invloed van de Sikhs. In 1846 erkenden de Sikhs de opperheerschappij van de Britten. Deze installeerden Gulab Singh als soeverein heerser over deze regio, en Srinagar werd deel van zijn koninkrijk, dat een van de vorstenstaten van Brits-India werd.
De bevolking van Kasjmir bestond (en bestaat) hoofdzakelijk uit moslims. Aan de vooravond van de onafhankelijkheid van India en Pakistan werd het gebied bestuurd door de hindoeïstische maharadja Hari Singh, die zo lang mogelijk onafhankelijk wilde blijven, om een zo goed mogelijk bod van de Indiase regering te krijgen. In 1947 viel Pakistan Kasjmir echter binnen met behulp van guerrillastrijders uit islamitische stammen, en Pakistaanse soldaten die als stamleden waren vermomd. De invallers gingen zich te buiten aan verkrachting en plundering van de bevolking van Kasjmir. Ze hadden het vooral voorzien op niet-moslims. Deze waren tijdens het Dograrijk van de Singh's namelijk sterk bevoordeeld boven de moslims (en andere religies), hoewel ze slechts 5% van de bevolking uitmaakten. De maharadja begreep dat zijn droom van een semi-onafhankelijk Kasjmir uit was, en vroeg het leger van India om hulp. Tevens tekende hij een verdrag, waarbij hij ermee akkoord ging dat Kasjmir een deel van India zou worden.
De oorlog die hiervan het gevolg was duurde tot India in 1949 de Verenigde Naties verzocht Pakistan ertoe te bewegen bezet Kasjmir te verlaten. De Verenigde Naties bewerkstelligden een wapenstilstand, waarbij Kasjmir werd verdeeld in een gebied dat door Pakistan was bezet en een gebied dat door India was bezet. De Verenigde Naties drongen aan op een referendum onder de bevolking, hetgeen werd geblokkeerd door Pakistan, dat de bezette gebieden in Kasjmir niet wilde verlaten.
Kasjmir is sindsdien een bron van grote spanningen tussen India en Pakistan gebleven.
De stad Srinagar is sedert 1947 onder het bestuur van India gebleven.

## Demografie
Volgens de Indiase volkstelling van 2001 wonen er 894.940 mensen in Srinagar, waarvan 54% mannelijk en 46% vrouwelijk is. De plaats heeft een alfabetiseringsgraad van 59%.

## Bezienswaardigheden

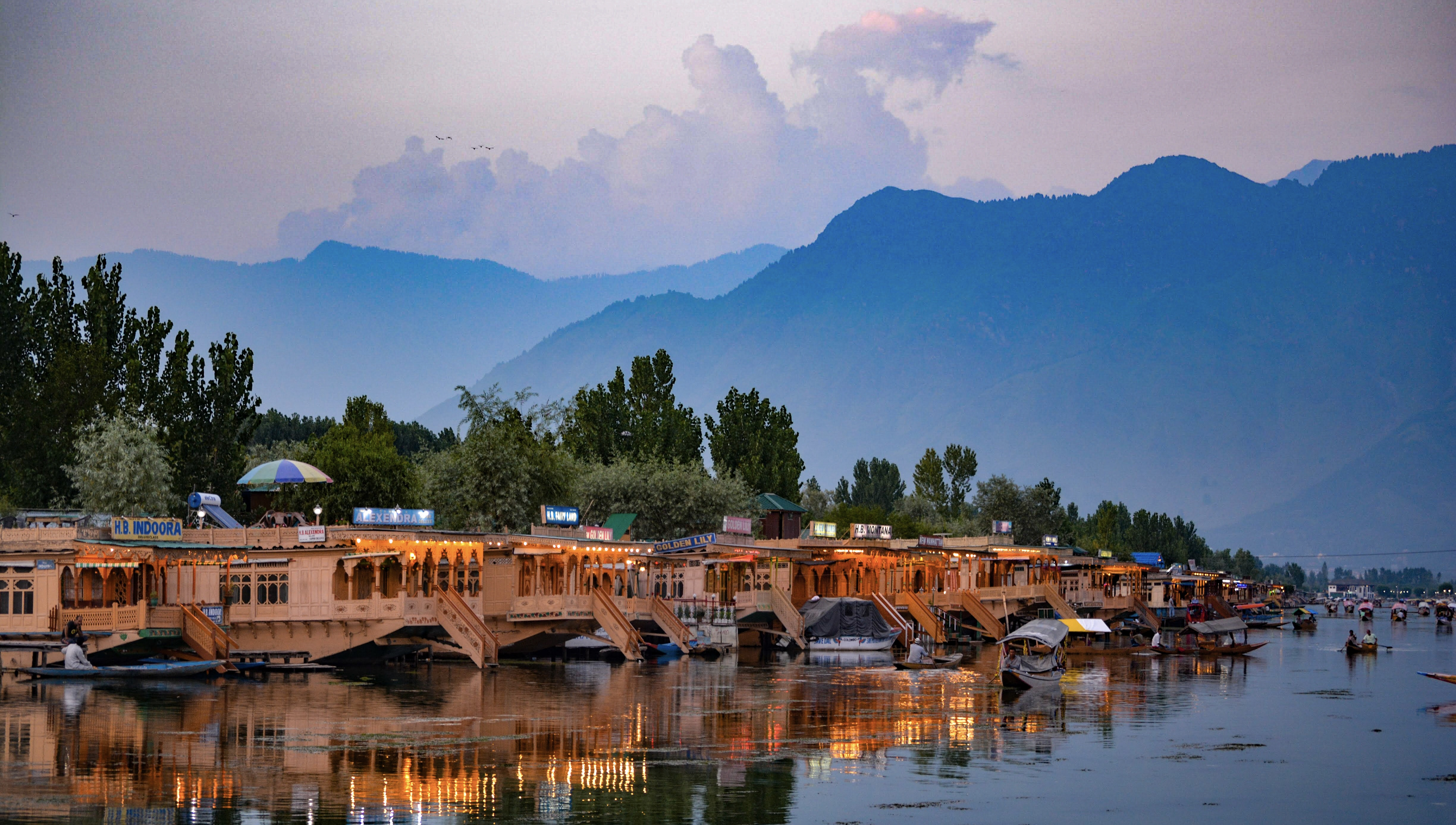
Woonboten van Srinagar op het Dalmeer

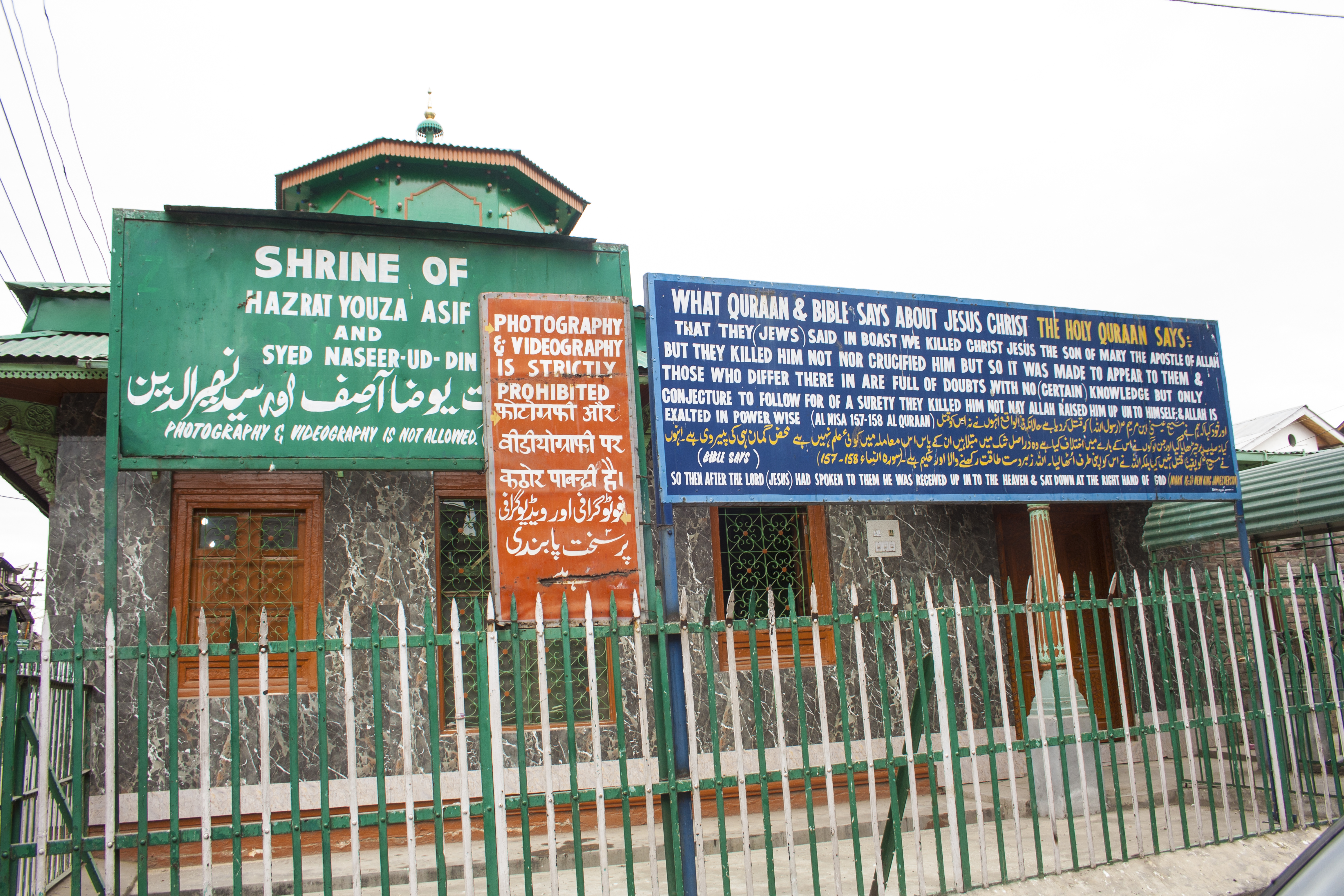
Grafmonument Roza Bal

Srinagar is bekend om zijn meren. Het Dalmeer met zijn woonboten is wereldberoemd. Srinagar is een mooie stad, die in de zomer een heerlijk klimaat heeft. Vlak buiten de stad bevinden zich de prachtige Shalimar tuinen, die in 1619 werden aangelegd door de Mogolkeizer Jahangir. Ook claimen volgelingen van Mirza Ghulam Ahmad dat Srinagar de begraafplaats is van Jezus Christus. Dit zou zich bevinden in het grafmonument Roza Bal. Deze bewering wordt verworpen door de Soennitische verzorgers van het monument.

## Geboren in Srinagar
- Richard O'Connor (1889-1981), Brits generaal
- Joanna Lumley (1946), Brits actrice
- Ayesha Jhulka (1972), actrice
- Kunal Khemu (1983), acteur